# Limnocythere sanctipatricii
Limnocythere sanctipatricii is een mosselkreeftjessoort uit de familie van de Limnocytheridae. De wetenschappelijke naam van de soort is voor het eerst geldig gepubliceerd in 1869 door Brady & Robertson.